# Fallides de Felip IV
Les fallides de Felip IV van ser les fallides de la hisenda del rei Felip IV de Castella.
Les dificultats de tresoreria van ser una constant de tot el regnat, caracteritzat per la consciència de l'anomenada decadència espanyola i la crisi general del segle XVII, així com pels precedents de les fallides dels regnats anteriors.
Les suspensions de pagaments es van fer el 1627, 1647, 1652 i 1662. L'acumulació de dèbits i impossibilitat de cancel·lar portaven periòdicament a decretar la fallida, reconvertint el deute flotant en deute consolidat o juros. Si bé la fallida de 1627 va afectar de forma molt important a tot el sistema financer internacional, la de 1647 només el va afectar indirectament, atès que la descomposició de l'Imperi Espanyol ja li havia fet perdre pràcticament tot crèdit.